# Denis Grgic
Denis Grgic (sinh 19 tháng 9 năm 1991) là một cầu thủ bóng đá Đức thi đấu ở vị trí thủ môn cho Etar Veliko Tarnovo ở Bulgarian First League.